# CarambaTV.ru
CarambaTV.ru — закрытый информационно-развлекательный сайт и интернет-телеканал, консолидирующий популярные шоу русскоязычного Интернета. На площадке CarambaTV.RU выходило около 23 передач. В среднем, по одному выпуску в неделю.

## История
Интернет-телеканал CarambaTV.ru был организован в начале 2011 года вновь созданной компанией Caramba Media. Учредителями выступили Максим Голополосов и Михаил Орлов.
Через несколько месяцев на развитие проекта CarambaTV.ru компания Caramba Media привлекла инвестиции ООО «Телевизионные технологии» в размере одного миллиона долларов в обмен на 40-процентную долю в компании.
В конце 2011 года телеканал «Перец» купил у Caramba Media права на трансляцию выпусков шоу «+100500».
RuTube подписал партнёрское соглашение с Caramba Media, по условиям которого контент компании будет размещаться пять раз в неделю на специальной брендированной странице видеохостинга.
В начале 2015 года контрольный пакет компании ООО «Карамба ТВ» приобрёл медиахолдинг «СТС Медиа».
В 2017 году основатели компании Caramba Media покинули проект.

## Шоу и программы онлайн-телеканала CarambaTV.RU
| Название                    | Жанр                         | Годы на Карамбе      | Ведущие | Описание | Примечание |
| --------------------------- | ---------------------------- | -------------------- | --- | --- | --- |
| +100500                     | развлекательное шоу          | с 29.08.2010         | Максим Голополосов | Обзоры смешных видеороликов, размещенных в сети Интернет. Комический эффект достигается при совмещении сцен видеороликов с комментариями ведущего, а также при помощи графических вставок.     | «+100500» — первый и самый популярный проект Caramba Media. Выходил также на телеканалах Перец и Че.                                                                                            |
| +100500 на английском языке | развлекательное шоу          | 2010 — 06.2012       | Максим Голополосов | Перевод шоу «+100500» на английский язык. Были выпущены эпизоды с 72 по 89. | В английской версии присутствуют моменты, отсутствующие в русской. |
| 100500 вопросов             | развлекательное шоу          | 2010 — 03.2015       | Дмитрий Иванов (kamikadze_d) | Ведущий передачи задаёт неоднозначные вопросы случайным прохожим на улицах Москвы. Так как вопросы, задаваемые Дмитрием Ивановым несерьёзны, беседы с прохожими носят юмористический характер. | Планируется показ на телеканале Москва 24. |
| BadComedian                 | видеоблог                    | с 2011               | Евгений Баженов (BadComedian) | Видеообзор с высмеиванием отечественных и зарубежных художественных фильмов. | Параллельно Евгений ведёт канал EvgenComedian Архивная копия от 22 декабря 2017 на Wayback Machine с более свободным содержанием, но с упором на тему кино. Выходило на телеканале Перец.       |
| Droider Show                | новостное шоу                | с 2010               | Валерий Истишев и Борис Веденский | Новости о гаджетах, и Интернете. | Транслируется на телеканале Москва 24, оригинальное название заменено на «Цифра». |
| Rozetked show               | новостное шоу                |                      | Максим Хорошев и Дарья Козий | Всё о новинках мира гаджетов, компьютеров и Интернета за последнюю неделю. | |
| RWJ в переводе Кураж-Бамбей | развлекательное шоу          | 2011—2016            | Рэй Уильям Джонсон (RayWilliamJohnson) | Оригинальные выпуски американского шоу «=3», создателем и ведущим которого является Рэй Уильям Джонсон. Переводится студией «Кураж-Бамбей» по заказу CarambaTV.ru.                             | YouTube-канал RayWilliamJohnson занимает второе место по подписчикам во всём мире. |
| Бабкины Яйца                | развлекательное шоу          | 2011—2016            | Антон Ческидов (Дед Тото) | Ведущий делает критические обзоры музыкальных видеороликов, найденных в Интернете. | Ведущий является лидером группы «ЛамБопс». |
| Moran Days                  | видеоблог                    | с 2011               | Максим Голополосов | Автор и ведущий шоу «+100500» рассказывает о своей жизни, делится с аудиторией мнением о тех или иных вещах, отвечает на вопросы своих поклонников.                                            | |
| Картавый Футбол             | новостное шоу                | 2012—2014            | Никита Ковальчук (Ник) | Информация о самых важных событиях прошедшей недели в области футбола. | Ведущий программы, в прошлом, был профессиональным вратарём в мини-футболе. C 19 февраля появилась телеверсия проекта на Россия 2. С осени 2013 Картавый Футбол перестал быть проектом Карамбы. |
| Caramba Team                | реалити-шоу                  | 2011                 | Никита Ковальчук (Ник) | В рамках шоу собирается команда юных футболистов (в возрасте 11—16 лет). Среди них производится отбор. Самые лучшие игроки войдут в команду Caramba Team.                                      | |
| Кинонах                     | Программа Про Кино           | с 2011               | Сергей Лукьянов (LuCAS) | Ведущий рассказывает о киноновинках недели и даёт рекомендации о том, на какие фильмы стоит сходить в кинотеатр.                                                                               | |
| Проект КОЗА                 | обучающее шоу                | 2011—2016            | Lee Kei | Ведущий обсуждает существующие в обществе проблемы. | |
| Ни слова о политике         | видеоблог                    |                      | Дмитрий Иванов (kamikadze_d) | Аналитический видеоблог о последних событиях в области политики. Зачастую обзор политических событий делается в сатирической манере.                                                           | Личный видеоблог Дмитрия Иванова. |
| Сексуальная психология      | обучающее шоу                |                      | Виктория Юшкевич | Программа посвящена популярной психологии и отношениям между полами. Ныне не член CarambaTV.                                                                                                   | Виктория Юшкевич — манекенщица и ведущая программы «Всё включено» на канале Россия 2. |
| ФигАсебе                    | обучающее шоу                |                      | Виталий Кутмин и Денис Чертовский | Фокусники Виталий Кутмин и Денис Чертовский показывают людям на улице фокусы и обучают зрителей тому, как они сами могут их повторить.                                                         | |
| Hell Yeah! Covers           | развлекательное шоу          | 2011—2014            | Сергей Беляков (Hell Yeah) | Ведущий озвучивает иностранные видеоролики. | |
| EJ Movies                   | веб-сериалы и минифильмы     | 2008—2012            | Eugene Sagaz и Alex Sagaz | Авторы снимают короткие юмористические фильмы, пародии на известные шоу | В сериале «Ходячие обзорщики» был использован образ Максима Голополосова в качестве источника заразы, превратившей всех людей в плохих обзорщиков.                                              |
| Radio MANGO                 | видеоблог                    |                      | Евгений Веритов и Мария Разыгрина | Ведущий рассказывает о женщинах и их ошибках в отношениях с мужчинами. | |
| Едим ТВ                     | кулинарное шоу               | 06.2012 — 06.2013    | Евграф Борезов и Александр Толчев | Кулинарное шоу. Шеф-повар Александр Толчев и ведущий Евграф Борезов приглашают гостей и готовят с ними разнообразные блюда в весёлой дружеской атмосфере.                                      | |
| Карикатура                  | обучающее шоу                |                      | Любовь Дикарева | Художница Любовь Дикарева рисует карикатуры на авторов CarambaTV, мифических персонажей, воссоздает на бумаге юмористические сюжеты и даёт зрителям мастер-классы.                             | |
| Знаете ли вы?               | мультсериал                  |                      | Продюсер: Анна Кривич; Художник: Владимир Данилов; Монтаж: Медстас; Автор идеи, автор сценария, режиссёр, рассказчик: Андрей Ческидов (Дед Тото) | Серия мультфильмов об истории происхождения вещей, значимых событиях и людях | |
| Научпок                     | научное шоу                  | с 09.2013            | Артур Кутахов (AKR) | Ведущий рассказывает о различных фактах и дополняет их научными знаниями | |
| Серёжа, сыграй!             | видеоблог                    |                      | Сергей Ковтун | Ведущий играет на гитаре музыку, которую заказывают его зрители. | |
| RAP Кинообзор               | развлекательное шоу          | 2012 — 15.10.2016    | Алексей Пчелкин | Ведущий делает обзоры на фильмы, читая рэп собственного сочинения под треки BM Arti. | |
| RAPGAMEOBZOR                | развлекательное шоу          | 06.2013 — 15.10.2016 | Алексей Пчелкин | Ведущий делает обзоры на игры, читая рэп собственного сочинения под треки BM Arti. | |
| По ту сторону               | сериал                       |                      | Валдис Пеленицын, Евгений Головатый | Мистический сериал, с изрядной долей иронии. | |
| Рыбакин рулит               | автошоу                      | 2013—2014            | Андрей Рыбакин | Автошоу, в котором ведущий тестирует разные машины. | Выходило на телеканале «2x2», под названием «Тачки Рыбакина». |
| BDSMovies                   | мультипликационные скетчи    | 06.2013 — 06.2016    | Голос шоу — Сергей Hell Yeah | Различные пародийные скетчи. | |
| Это Nokia Lumia             | шоу о гаджетах               |                      | | Различные ролики на тему Nokia и Windows Phone. | Ведущими рубрики WWP являются Борис Веденский и Валерий Истишев. |
| Вне игры                    | футбольное шоу               |                      | Данила Махалин | Юмористические высказывания ведущего на события мирового футбола. | |
| ТОПЛЕС                      | развлекательно-обучающее шоу | с 06.2013            | Ян Лапотков | Шоу, в развлекательной форме рассказывающее о самых шокирующих или удивительных вещах, окружающих человека.                                                                                    | |
| MoneyBall                   | футбольное шоу               | 08.2013 — 09.2013    | Карен Адамян | | |
| Enjoykin                    | развлекательное шоу          | с 01.2014            | Enjoykin | Пародийное шоу, основывающееся на популярных роликах на YouTube | Юмористические ролики Enjoykin’а являются одними из самых популярных на YouTube |
| Saspens                     | развлекательно-обучающее шоу | с 16.08.2014         | Антон Бурняков | | |
| VGprank                     | развлекательное шоу          | с 19.08.2015         | Влад Гнатюк | Пранки, розыгрыши и социальные эксперименты | |
| Крутотенечка                | новостное шоу                |                      | Евгений Курочкин | Ведущий, в развлекательной форме, рассказывает о новинках видеоигровой индустрии, а также рассказывает о новостях игровой индустрии                                                            | Так же присутствует подрубрика «Уголок идиота», в котором ведущий отвечает на вопросы зрителей.                                                                                                 |
| Шоу «Идиоты»                | развлекательное шоу          |                      | Владимир Бабай, Дмитрий Волков, Виталий Чинк и Виктор Туров                                                                                      | Ведущие проводят профессиональные трюки, иногда рискуя своим здоровьем | |
| Кит stupid show             | развлекательное шоу          |                      | Кирилл Данильченко | Комедийные мультипликационные скетчи | |

## Конкурсы и награды
10 сентября 2011 года Forbes опубликовал заявку на участие в конкурсе стартапов, поданную Caramba Media. В качестве конкурсного проекта рассматривался сайт с развлекательным видеоконтентом CarambaTV.ru. Он дошёл до второго этапа, но дальше жюри его не пропустило.

25 ноября 2011 года состоялась церемония награждения победителей в конкурсе «Премия Рунета 2011». В номинации «Стартап года» победила компания Caramba Media и её проект CarambaTV.ru. Генеральный директор Caramba Media Михаил Орлов о победе: 
Мне кажется, что победа в конкурсе «Премия Рунета-2011» — это не просто высокая оценка наших достижений, это показатель того, что эксперты понимают, насколько высоки перспективы развития рынка видеоконтента в Интернете. Конечно же, мне очень приятно, что Caramba Media лидирует на этом рынке.